# Nehuén Pérez
Patricio Nehuén Pérez (Hurlingham, 24 giugno 2000) è un calciatore argentino, difensore del Porto e della nazionale argentina.

## Caratteristiche tecniche
È un difensore centrale di grossa stazza fisica, molto forte fisicamente, aggressivo, abile nelle marcature, nel gioco aereo e negli anticipi. Può giocare sia nella difesa a 3 che in quella a 4.

## Carriera

### Club

#### Gli inizi
Cresciuto nelle giovanili del Argentinos Juniors, ha esordito in prima squadra il 9 maggio 2018 disputando l'incontro di Copa Argentina vinto 2-1 contro l'Independiente Chivilcoy.

#### Atletico Madrid e vari prestiti
Il 3 luglio 2018 è stato acquistato dall'Atlético Madrid, con cui ha firmato un contratto fino al 2024, restando comunque in prestito al club argentino per un'altra stagione. Il 31 gennaio 2019 viene richiamato dal prestito e torna all'Atlético Madrid, con cui però non collezionerà alcuna presenza fino al termine della stagione.
Il 10 luglio 2019 viene ceduto in prestito al Famalicão.
Il 5 ottobre 2020 viene ceduto in prestito al Granada.

#### Udinese
Il 28 agosto 2021 rinnova il suo contratto con il club iberico fino al 2026, per poi venire ceduto in prestito annuale (con possibilità di estensione per un altro anno) all’Udinese. Debutta con i friulani (oltre che in Serie A) nel successo per 3-2 contro il Sassuolo del 7 novembre 2021.
Il 29 luglio 2022 viene acquistato a titolo definitivo dall'Udinese, con cui firma un contratto quinquennale. Il 9 ottobre seguente realizza la sua prima rete per i bianconeri (oltreché in Serie A) nel pareggio in rimonta per 2-2 contro l'Atalanta. Dieci giorni dopo segna la sua prima doppietta nella sfida di Coppa Italia contro il Monza, anche se alla fine i friulani escono sconfitti per 3-2. Conclude la sua esperienza in bianconero con 97 presenze e 4 reti complessive.

#### Porto
Il 30 agosto 2024, nell'ultimo giorno di calciomercato, viene acquistato in prestito con obbligo di riscatto dal Porto.

### Nazionale
Ha fatto parte della squadra che ha partecipato al Campionato sudamericano di calcio Under 17 del 2017. Due anni dopo, con la nazionale Under-20 Argentina prende parte al campionato sudamericano di calcio Under-20 2019, in cui gioca tutte le partite e si classifica al secondo posto, centrando così la qualificazione al campionato mondiale di categoria in Polonia. Segna la sua prima rete in Under-20 in occasione del match contro il Portogallo vinto 2-0.
Partecipa come capitano della nazionale ai Giochi Olimpici di Tokyo 2020, svoltisi tra la fine di luglio e l'inizio di agosto 2021. Gioca tutte e tre le partite dell'Argentina, per un totale di 270 minuti.
Il 24 settembre 2022, esordisce in nazionale maggiore nel successo per 3-0 contro l'Honduras.
Nell'ottobre del 2022, viene inserito dal CT Lionel Scaloni nella lista dei pre-convocati per i Mondiali di calcio in Qatar, non rientrando però nella rosa finale.

## Statistiche
Statistiche aggiornate al 16 giugno 2025.

### Presenze e reti nei club
| Stagione        | Squadra            | Campionato      | Campionato | Campionato | Coppe nazionali | Coppe nazionali | Coppe nazionali | Coppe continentali | Coppe continentali | Coppe continentali | Altre coppe | Altre coppe | Altre coppe | Totale | Totale |
| Stagione        | Squadra            | Comp            | Pres       | Reti       | Comp            | Pres            | Reti            | Comp               | Pres               | Reti               | Comp        | Pres        | Reti        | Pres   | Reti   |
| --------------- | ------------------ | --------------- | ---------- | ---------- | --------------- | --------------- | --------------- | ------------------ | ------------------ | ------------------ | ----------- | ----------- | ----------- | ------ | ------ |
| 2018-feb. 2019  | Argentinos Juniors | PD              | 3          | 0          | CA              | 1               | 0               | -                  | -                  | -                  | -           | -           | -           | 4      | 0      |
| feb.-giu. 2019  | Atlético Madrid    | PD              | 0          | 0          | CR              | -               | -               | UCL                | 0                  | 0                  | SU          | 0           | 0           | 0      | 0      |
| 2019-2020       | Famalicão          | PL              | 23         | 1          | CP+CdL          | 2+1             | 0+0             | -                  | -                  | -                  | -           | -           | -           | 26     | 1      |
| 2020-2021       | Granada            | PD              | 13         | 0          | CR              | 5               | 0               | UEL                | 7                  | 0                  | -           | -           | -           | 25     | 0      |
| 2021-2022       | Udinese            | A               | 20         | 0          | CI              | 2               | 0               | -                  | -                  | -                  | -           | -           | -           | 22     | 0      |
| 2022-2023       | Udinese            | A               | 34         | 2          | CI              | 2               | 2               | -                  | -                  | -                  | -           | -           | -           | 36     | 4      |
| 2023-2024       | Udinese            | A               | 36         | 0          | CI              | 0               | 0               | -                  | -                  | -                  | -           | -           | -           | 36     | 0      |
| lug.-ago. 2024  | Udinese            | A               | 2          | 0          | CI              | 1               | 0               | -                  | -                  | -                  | -           | -           | -           | 3      | 0      |
| Totale Udinese  | Totale Udinese     | Totale Udinese  | 92         | 2          |                 | 5               | 2               |                    | -                  | -                  |             | -           | -           | 97     | 4      |
| ago. 2024-2025  | Porto              | PL              | 25         | 1          | CP+CdL          | 2+2             | 0+0             | UEL                | 9                  | 0                  | SP+Cmc      | 0+1         | 0+0         | 39     | 1      |
| Totale carriera | Totale carriera    | Totale carriera | 156        | 4          |                 | 18              | 2               |                    | 16                 | 0                  |             | 1           | 0           | 191    | 6      |

### Cronologia presenze e reti in nazionale
| Cronologia completa delle presenze e delle reti in nazionale ― Argentina | Cronologia completa delle presenze e delle reti in nazionale ― Argentina | Cronologia completa delle presenze e delle reti in nazionale ― Argentina | Cronologia completa delle presenze e delle reti in nazionale ― Argentina | Cronologia completa delle presenze e delle reti in nazionale ― Argentina | Cronologia completa delle presenze e delle reti in nazionale ― Argentina | Cronologia completa delle presenze e delle reti in nazionale ― Argentina | Cronologia completa delle presenze e delle reti in nazionale ― Argentina |
| Data                                                                     | Città                                                                    | In casa                                                                  | Risultato                                                                | Ospiti                                                                   | Competizione                                                             | Reti                                                                     | Note                                                                     |
| ------------------------------------------------------------------------ | ------------------------------------------------------------------------ | ------------------------------------------------------------------------ | ------------------------------------------------------------------------ | ------------------------------------------------------------------------ | ------------------------------------------------------------------------ | ------------------------------------------------------------------------ | ------------------------------------------------------------------------ |
| 24-9-2022                                                                | Miami Gardens                                                            | Argentina                                                                | 3 – 0                                                                    | Honduras                                                                 | Amichevole                                                               | -                                                                        | 65’                                                                      |
| 22-3-2024                                                                | Filadelfia                                                               | Argentina                                                                | 3 – 0                                                                    | El Salvador                                                              | Amichevole                                                               | -                                                                        |                                                                          |
| 19-11-2024                                                               | Buenos Aires                                                             | Argentina                                                                | 1 – 0                                                                    | Perù                                                                     | Qual. Mondiali 2026                                                      | -                                                                        | 76’                                                                      |
| Totale                                                                   |                                                                          | Presenze                                                                 | 3                                                                        |                                                                          | Reti                                                                     | 0                                                                        |                                                                          |

| Cronologia completa delle presenze e delle reti in nazionale ― Argentina under 20 | Cronologia completa delle presenze e delle reti in nazionale ― Argentina under 20 | Cronologia completa delle presenze e delle reti in nazionale ― Argentina under 20 | Cronologia completa delle presenze e delle reti in nazionale ― Argentina under 20 | Cronologia completa delle presenze e delle reti in nazionale ― Argentina under 20 | Cronologia completa delle presenze e delle reti in nazionale ― Argentina under 20 | Cronologia completa delle presenze e delle reti in nazionale ― Argentina under 20 | Cronologia completa delle presenze e delle reti in nazionale ― Argentina under 20 |
| Data                                                                              | Città                                                                             | In casa                                                                           | Risultato                                                                         | Ospiti                                                                            | Competizione                                                                      | Reti                                                                              | Note                                                                              |
| --------------------------------------------------------------------------------- | --------------------------------------------------------------------------------- | --------------------------------------------------------------------------------- | --------------------------------------------------------------------------------- | --------------------------------------------------------------------------------- | --------------------------------------------------------------------------------- | --------------------------------------------------------------------------------- | --------------------------------------------------------------------------------- |
| 20-1-2019                                                                         | Curicó                                                                            | Paraguay under 20                                                                 | 1 – 1                                                                             | Argentina under 20                                                                | Sudamericano Sub-20 2019 - 1º turno                                               | -                                                                                 |                                                                                   |
| 22-1-2019                                                                         | Talca                                                                             | Argentina under 20                                                                | 0 – 1                                                                             | Ecuador under 20                                                                  | Sudamericano Sub-20 2019 - 1º turno                                               | -                                                                                 |                                                                                   |
| 24-1-2019                                                                         | Curicó                                                                            | Uruguay under 20                                                                  | 0 – 1                                                                             | Argentina under 20                                                                | Sudamericano Sub-20 2019 - 1º turno                                               | -                                                                                 | 53’                                                                               |
| 26-1-2019                                                                         | Talca                                                                             | Argentina under 20                                                                | 1 – 0                                                                             | Perù under 20                                                                     | Sudamericano Sub-20 2019 - 1º turno                                               | -                                                                                 |                                                                                   |
| 29-1-2019                                                                         | Rancagua                                                                          | Ecuador under 20                                                                  | 2 – 1                                                                             | Argentina under 20                                                                | Sudamericano Sub-20 2019 - Girone finale                                          | -                                                                                 |                                                                                   |
| 1-2-2019                                                                          | Rancagua                                                                          | Argentina under 20                                                                | 1 – 0                                                                             | Colombia under 20                                                                 | Sudamericano Sub-20 2019 - Girone finale                                          | -                                                                                 | 46’                                                                               |
| 4-2-2019                                                                          | Rancagua                                                                          | Venezuela under 20                                                                | 0 – 3                                                                             | Argentina under 20                                                                | Sudamericano Sub-20 2019 - Girone finale                                          | -                                                                                 | 50’                                                                               |
| 10-2-2019                                                                         | Rancagua                                                                          | Brasile under 20                                                                  | 1 – 0                                                                             | Argentina under 20                                                                | Sudamericano Sub-20 2019 - Girone finale                                          | -                                                                                 | 43’                                                                               |
| 20-3-2019                                                                         | Murcia                                                                            | Argentina under 20                                                                | 0 – 1                                                                             | Francia under 20                                                                  | Amichevole                                                                        | -                                                                                 | cap.                                                                              |
| 23-3-2019                                                                         | Murcia                                                                            | Argentina under 20                                                                | 1 – 0                                                                             | Giappone under 20                                                                 | Amichevole                                                                        | -                                                                                 |                                                                                   |
| 25-5-2019                                                                         | Tychy                                                                             | Argentina under 20                                                                | 5 – 2                                                                             | Sudafrica under 20                                                                | Mondiali Under-20 2019 - 1º turno                                                 | -                                                                                 | 90+7’ cap.                                                                        |
| 28-5-2019                                                                         | Bielsko-Biała                                                                     | Portogallo under 20                                                               | 0 – 2                                                                             | Argentina under 20                                                                | Mondiali Under-20 2019 - 1º turno                                                 | 1                                                                                 | 31’ cap.                                                                          |
| 4-6-2019                                                                          | Bielsko-Biała                                                                     | Argentina under 20                                                                | 2 – 2 dts (4 – 5 dtr)                                                             | Mali under 20                                                                     | Mondiali Under-20 2019 - Ottavi di finale                                         | -                                                                                 | cap.                                                                              |
| Totale                                                                            |                                                                                   | Presenze                                                                          | 13                                                                                |                                                                                   | Reti                                                                              | 1                                                                                 |                                                                                   |